# Підводні човни типу «X»
Підводні човни типу «X» (англ. X-class submarine) — клас військових кораблів з 20 надмалих підводних човнів, що випускалися британськими суднобудівельними компаніями у 1942—1944 роках для виконання завдань спеціальних операцій в інтересах Королівського флоту Великої Британії.
Підводні човни типу «X», також відомі як X-Craft, були розроблені для буксирування в зону проведення операції повнорозмірним «підводним човном» — як правило, типу «T» або «S» — надмалого підводного човна з екіпажем на борту великого човна. Після виходу в оперативну зону екіпаж переходив з буксирувального підводного човна на човни X-Craft, а після завершення спеціальної операції повертався на човен, водночас надмалий човен відбуксирувався додому.
Дальність дії човнів типу «X» обмежувалася насамперед витривалістю та рішучістю екіпажів, але, як вважалося, підготовлений екіпаж міг перебувати до 14 днів на судні або здійснити перехід на відстань 1200 миль (1931 км) після відповідної підготовки. Фактична дальність плавання X-Craft становила 600 миль (1100 км), або 80 морських миль (150 км) при 2 вузлах (3,7 км/год) у підводному положенні.

## Історія застосування
У вересні 1943 року була проведена перша операція із застосуванням човнів типу «X» — операція «Сорс» — спроба нейтралізувати важкі німецькі військові кораблі, що базувалися у Кефіорді, Нордкап у Північній Норвегії. До операції були залучені шість X-Craft,, але лише два успішно заклали свої заряди (під німецьким лінкор «Тірпіц»). Двох вийшли з ладу під час буксирування до Норвегії, один зазнав механічної несправності та затонув, а другий потонув після нападу. Тільки X6 та X7, якими командували лейтенант Дональд Кемерон та лейтенант Годфрі Плейс, здобули успіх. «Тірпіц» був сильно пошкоджений, і відновлення його повернення до строю тривало аж до травня 1944 року. Лише 12 листопада 1944 року він був знищений бомбардувальниками «Ланкастер» під час операції «Катехізис» у Тромсе, Норвегія.
Підводні човни типу «X» була задіяні при підготовці до операції «Оверлорд». Мінісубмарина X20 здійснювала гідрографічне та метеорологічне обстеження запланованих зон висадки морського десанту на узбережжі Нормандії. Чотири доби провели британські моряки біля французького узбережжя. У денний час здійснювалося візуальне спостереження берегової лінії із застосуванням перископів та звуколокаторів. З настанням темряви X20 підходив до пляжу, а 2 водолази випливали на берег. Зразки ґрунту збирали в презервативи. Водолази дві ночі поспіль виходили на берег, щоб оглянути пляжі В'єрвіль-сюр-Мер, Сен-Лоран-сюр-Мер та Кольвіль-сюр-Мер, що згодом стали американським плацдармом «Омаха». Третьої ночі вони повинні були вийти на берег біля естуарію річки Орн (плацдарм «Сорд»), але на цьому етапі втома (екіпаж та водолази харчувалися лише бензидриновими таблетками) та погіршення погоди змусили командира човна скасувати операцію і 21 січня 1944 року повернутися до військово-морської бази у Госпорті.